# Age of History 3
Age of History 3 — однокористувацька стратегічна військова гра, випущена 23 жовтня 2024 року. Створена інді розробником Лукашем Яковським (пол. Łukasz Jakowski), є продовженням Age of History II.

## Ігровий процес
У грі збережено основні механіки з Age of History II, але додано нові елементи та покращено деталізацію. Як і в попередній версії, гравець контролює певну державу, розвиває економіку, займається дипломатією та розширює територію через завоювання. Гра побудована на покроковій основі, де кожен хід може визначити подальшу долю вашої держави. Однак у грі тепер з'явилися вдосконалені графічні елементи та більш розгалужені можливості управління країною.
Дипломатія стала значно складнішою: тепер є більше параметрів для побудови відносин з іншими державами, від укладення торгових договорів до створення військових альянсів. Економічна система також зазнала змін: гравці тепер можуть детальніше управляти податками, розвивати різні галузі економіки та покращувати інфраструктуру. На відміну від попередньої версії, у грі більш чітко простежується вплив внутрішньої політики на розвиток держави, що змушує враховувати настрої населення.
Управління військами стало складнішим, але водночас більш реалістичним. Гравець може створювати різні підрозділи, зокрема піхоту, кавалерію, артилерію, і обирати стратегію для кожної битви. Це надає більше можливостей для тактичного підходу в порівнянні з Age of History II, де бойова система була більш спрощеною.

## Історія
Продовження Age of History II було офіційно анонсоване в кінці 2023 року. Перший геймплей гри був показаний розробником 6 січня 2024 року на своєму YouTube каналі. Гра вийшла в Steam 23 жовтня 2024 року, а в Google Play 26 жовтня. Також планується реліз гри на iOS[джерело?].

## Критика
В грі було знайдено момент при котрому коли вибирається російська локалізація Крим стає територію Росії, при цьому в решті локалізацій позначено що Крим українським.